# Johann Ernst Theodor von Belderbusch
Johann Ernst Theodor Freiherr v. der Heyden gen. Belderbusch (* 1723 in Düsseldorf oder Montzen; † 4. Februar 1799 in Mannheim) war ein kurpfälzischer General, Deutschordensritter, militärischer Gouverneur und Provinzialkommandant von Mannheim während der Belagerung durch die französischen Revolutionsheere 1794/95.

## Leben
Johann Ernst Theodor war Mitglied der Familie Von der Heyden genannt Belderbusch. Sein Bruder war Caspar Anton von Belderbusch, seine Eltern Vincenz Philip Anton Freiherr von der Heyden gen. Belderbusch (* 21. Januar 1690; † 23. März 1771), Aachener Schöffe, Herr von Montzen, Streversdorp und Donrath, und Maria Clara Eugenia von Westrem (* 14. Mai 1687 in Gutacker; † 30. September 1775).
Im Deutschen Orden war Belderbusch „Deutschordenskomtur der Ballei an der Etsch und im Gebirg“.
Zur Vereinigung des pfälzischen und bayerischen Militärwesens und der dazugehörenden Verwaltungen richtete Kurfürst Carl Theodor von Bayern 1779 in München ein Geheimes Kriegsbüro sowie ein Geheimes Kriegsreferat ein, die bis 1788 beide unter der Leitung des Geheimen Rates und Generalleutnants Johann Ernst Theodor Freiherr von Belderbusch standen. Er war vorher seit 1778 Kommandeur des kurpfälzisch-bayerischen Leibregiments.
Als Kommandant von Mannheim übergab er am 24. Dezember 1794 die Mannheimer Rheinschanze an die französischen Revolutionstruppen. Auch die Stadt Mannheim selbst, am 20. September 1795 auf bloße Drohung hin vom Grafen Franz Albert Oberndorff und dem Stadtgouverneur Generalleutnant Johann Theodor Freiherrn von Belderbusch gleichfalls ohne Schwertstreich übergeben, war für diese nur eine Zwischenstation auf dem Weg zu größeren Zielen.
Belderbusch verlegte nach der Kapitulation Mannheims sein Provinzialkommando nach Mosbach, wurde aber bald darauf seines Kommandos enthoben und nach München beordert.